# Llandysiliogogo
Llandysiliogogo est une communauté du Ceredigion, au pays de Galles.

## Géographie
Llandysiliogogo est située dans le sud-ouest du Ceredigion, sur le littoral de la baie de Cardigan, à une quinzaine de kilomètres au sud-ouest de la ville d'Aberaeron. Elle comprend les villages et hameaux de Caerwedros (en), Llwyndafydd (cy), Nanternis (cy), Plwmp (cy) et Talgarreg (en).

## Démographie
Au recensement de 2011, la communauté de Llandysiliogogo comptait 1 131 habitants.